# Acide glyoxylique
L'acide glyoxylique ou acide oxoacétique est un acide organique. Avec l'acide acétique, l'acide glycolique et l'acide oxalique, l'acide glyoxylique est l'un des acides carboxyliques en C2. C'est un solide incolore naturellement présent et il est utile industriellement.

## Propriétés physico-chimiques
L'acide glyoxylique est généralement décrit avec la formule semi-développée OCHCO2H, c'est-à-dire associant des fonctions acide carboxylique et aldéhyde. En fait, l'aldéhyde n'est pas observé ni en solution, ni à l'état solide. En général, les aldéhydes connectés à des substituants électroattracteurs existent principalement sous forme de leur hydrate. Ainsi, la formule de l'acide glyoxylique est en réalité (HO)2CHCO2H, décrit comme le "monohydrate". Ce diol géminal est en équilibre avec l'hémiacétal dimérique en solution :
2 (HO)2CHCO2H  {\displaystyle \rightleftharpoons }  O[(HO)CHCO2H]2 + H2O
L'acide glyoxylique est environ dix fois plus acide que l'acide acétique avec un Ka de 4,7 × 10−4 :
(HO)2CHCO2H  {\displaystyle \rightleftharpoons }  [(HO)2CHCO2]− + H+
En présence de bases, l'acide glyoxylique dismute:
2 OCHCO2H + H2O → HOCH2CO2H + HO2CCO2H
Même si la forme aldéhyde est très minoritaire dans ses solutions, l'acide glyoxylique se comporte comme un aldéhyde dans ses réactions. Par exemple, il donne des hétérocycles par condensation avec l'urée ou le 1,2-diaminobenzène.

## Production et synthèse
Ce composé est formé par oxydation organique d'éthanedial avec de l'acide nitrique à une température comprise entre 40 °C et 90 °C, le principal sous-produit étant l'acide oxalique qui est séparé par cristallisation. Les résidus d'acide sont éliminés par une résine échangeuse d'anions.
L'ozonolyse de l'acide maléique est aussi efficace.
La base conjuguée de l'acide glyoxylique est l'anion glyoxylate (oxoacétate, oxoéthanoate) et c'est sous cette forme que ce composé existe en solution à pH neutre (pH=7). Les glyoxylates sont un intermédiaire dans le cycle du glyoxylate qui permet aux organismes comme les bactéries, les Fungi et les plantes de convertir les acides gras en carbohydrates.Le glyoxylate est aussi le sous-produit du processus d'amidation dans la biosynthèse de plusieurs peptides amidés.

### Dérivés phénoliques
Sa condensation avec les phénols conduit à divers composés. Le produit intermédiaire est l'acide 4-hydroxymandélique ou l'un de ses dérivés. Ces espèces réagissent avec l'ammoniac pour donner l'hydroxyphénylglycine, un précurseur de l'antibiotique amoxicilline. La réduction de l'acide 4-hydroxy-mandélique donne l'acide 4-hydroxyphénylacétique, un précurseur du médicament aténolol.
Les condensations avec le guaiacol en lieu et place de phénols fournissent une voie de synthèse pour la vanilline via une formylation.

## Rôle biologique
Le glyoxylate est un intermédiaire du cycle du glyoxylate, qui permet aux organismes, tels que les bactéries, les champignons et les plantes de convertir les acides gras en hydrates de carbone. Le cycle du glyoxylate est également important pour l'induction des mécanismes de défense des plantes en réponse aux champignons. Le cycle du glyoxylate est initié par l'activité de l'isocitrate lyase, qui transforme l'isocitrate en glyoxylate et en succinate. Des recherches sont en cours pour coopter la voie pour une variété d'utilisations telles que la biosynthèse du succinate.

### Dans l’être humain
Le glyoxylate est produit par deux voies: par l'oxydation du glycolate dans les peroxysomes ou par le catabolisme de l'hydroxyproline dans les mitochondries. Dans les peroxysomes, le glyoxylate est transformé en glycine par AGT1 ou en oxalate par la glycolate oxydase. Dans les mitochondries, le glyoxylate est transformé en glycine par AGT2 ou en glycolate par la glycolate réductase. Une petite quantité de glyoxylate est convertie en oxalate par la lactate déshydrogénase cytoplasmique.

### Dans les plantes
En plus d'être un intermédiaire dans la voie du glyoxylate, le glyoxylate est également un intermédiaire important dans la voie de photorespiration. La photorespiration est le résultat de la réaction secondaire de Rubisco avec l'O2 au lieu du CO2. Considérée à l'origine comme un gaspillage d'énergie et de ressources, la photorespiration s'est révélée être une méthode importante de régénération du carbone et du CO2, en éliminant le phosphoglycolate toxique et en initiant des mécanismes de défense. Dans la photorespiration, le glyoxylate est converti à partir du glycolate par l'intermédiaire de l'activité de la glycolate oxydase dans le peroxysome. Il est ensuite converti en glycine par des actions parallèles par SGAT et GGAT, qui est ensuite transporté dans les mitochondries. Il a également été rapporté que le complexe pyruvate déshydrogénase pourrait jouer un rôle dans le métabolisme du glycolate et du glyoxylate.

## Effet pharmacologique

### Diabète
Le glyoxylate est considéré comme un marqueur précoce potentiel du diabète de type II. L'une des principales conditions de la pathologie du diabète est la production de produits finaux de glycation avancée (AGE) causés par l'hyperglycémie. Les AGE peuvent entraîner d'autres complications du diabète, telles que des lésions tissulaires et des maladies cardiovasculaires. Ils sont généralement formés à partir d'aldéhydes réactifs, tels que ceux présents sur les sucres réducteurs et les alpha-oxoaldéhydes. Dans une étude, les niveaux de glyoxylate ont été significativement augmentés chez les patients qui ont été diagnostiqués plus tard avec le diabète de type II. Les niveaux élevés ont été trouvés parfois jusqu'à trois ans avant le diagnostic, démontrant le rôle potentiel du glyoxylate pour être un marqueur prédictif précoce.

### Néphrolithiase
Le glyoxylate est impliqué dans le développement de l'hyperoxalurie, une cause clé de la néphrolithiase (communément appelée calculs rénaux). Le glyoxylate est à la fois un substrat et un inducteur du transporteur d'anions sulfate-1 (sat-1), un gène responsable du transport de l'oxalate, ce qui lui permet d'augmenter l'expression de l'ARNm sat-1 et donc l'efflux d'oxalate. La libération accrue d'oxalate permet l'accumulation d'oxalate de calcium dans l'urine, et donc la formation éventuelle de calculs rénaux.
La perturbation du métabolisme du glyoxylate fournit un mécanisme supplémentaire de développement de l'hyperoxalurie. La perte de fonction des mutations dans le gène HOGA1 conduit à une perte de la 4-hydroxy-2-oxoglutarate aldolase, une enzyme dans la voie hydroxyproline à glyoxylate. Le glyoxylate résultant de cette voie est normalement stocké loin pour empêcher l'oxydation d'oxalate dans le cytosol. La voie perturbée, cependant, provoque une accumulation de 4-hydroxy-2-oxoglutarate qui peut également être transporté dans le cytosol et converti en glyoxylate par une aldolase différente. Ces molécules de glyoxylate peuvent être oxydées en oxalate augmentant sa concentration et provoquant une hyperoxalurie.

## Agent démélant pour le lissage des cheveux
L'acide glyoxylique entre dans la composition des crèmes cosmétiques utilisées pour le traitement "brésilien" de défrisage des cheveux. L'acide glyoxylique est utilisé dans les produits cosmétiques en remplacement du formaldéhyde pour éviter l'irritation de la peau par ce dernier. Depuis l'utilisation plus large de ces produits, plusieurs personnes ont développé une maladie rénale aiguë induite par la cristallisation d'oxalate de calcium dans leurs reins. Des études de toxicité sur des souris ont en outre démontré que l'absorption transcutanée de l'acide glyoxylique après application topique entraîne l'excrétion d'oxalate dans l'urine à un niveau beaucoup plus élevé que l'acide glycolique.

## Sécurité
Pendant longtemps, le composé n'a pas été considéré comme hautement toxique dans les modèles animaux (DL50 de 2500 mg/kg pour les rats). Cependant, des observations récentes de lésions rénales aiguës consécutives à l'exposition à des produits lissants indiquent qu'il est toxique. Après absorption transcutanée, l'acide glyoxylique contenu dans les crèmes renforçant les cheveux provoque une néphropathie à l'oxalate de calcium. Contrairement à l'acide glycolique, l'acide glyoxylique peut augmenter considérablement l'excrétion urinaire d'oxalate. L'application topique de cosmétiques contenant de l'acide glyoxylique pouvant provoquer des lésions rénales aiguës, son utilisation devrait être interdite.